# Кэтти
Кэтти, кетти, катти, катто (кит. 斤， цзинь) — традиционная единица массы в Китае и странах Юго-Восточной Азии, в разных странах её размер составляет от 600 до 632,5 грамма. В КНР в настоящее время стандартизирован в 500 г.
По происхождению был равен 1/100 пикуля — последний определялся как «то, что взрослый мужчина способен унести на плечах», и соответственно этому стандарты в разных странах Азии различались.

## Значения в метрической системе
- Таиланд — 600 г (0,0017)[2];
- Япония (кин) — 600 г (0,0017);
- Тайвань (Китайская Республика) — 600 г (0,0017);
- Сянган (Гонконг) — 604,78982 г (0,0017)[3];
- Малайзия — 604,79 г (0,0017)[4];
- Сингапур — 604,8 г (0,0017)[5];
- Бирма — 617,6 г (0,0016);
- Филиппины — 632,5 г (0,0016).